# Pseudonapomyza pollicicornis
Pseudonapomyza pollicicornis este o specie de muște din genul Pseudonapomyza, familia Agromyzidae, descrisă de Zlobin în anul 2002.
Este endemică în Turkmenistan. Conform Catalogue of Life specia Pseudonapomyza pollicicornis nu are subspecii cunoscute.